# Anatólia

A localização da Anatólia (em grego) em comparação com o mundo (projeção ortográfica). Anatólia corresponde aos dois terços a oeste da parte asiática da Turquia.

Anatólia (do grego antigo Ἀνατολή, Anatolḗ — "leste" ou "erguer/nascer do sol"), ou península anatoliana, também conhecida como Ásia Menor ("pequena Ásia"; grego: Μικρὰ Ἀσία; romaniz.: Mīkrá Asía), denota a protrusão ocidental da Ásia, que compõe a maior parte da República da Turquia. A região é banhada pelo mar Negro ao norte, o mar Mediterrâneo ao sul, e do mar Egeu, a oeste. O mar de Mármara forma uma ligação entre os mares Negro e Egeu através do Bósforo e Dardanelos e separa Anatólia da Trácia, no continente europeu. Tradicionalmente, Anatólia é considerada estendendo-se a leste de uma linha entre o golfo de İskenderun e do mar Negro, aproximadamente correspondente aos dois terços ocidentais da parte asiática da Turquia. No entanto, desde Anatólia agora é muitas vezes considerado como sinônimo de Turquia Asiática, suas fronteiras leste e sudeste são amplamente consideradas como sendo as fronteiras turcas com os países vizinhos, que são Geórgia, Arménia, Azerbaijão, Irã, Iraque e Síria, em direção no sentido horário.

## Definição

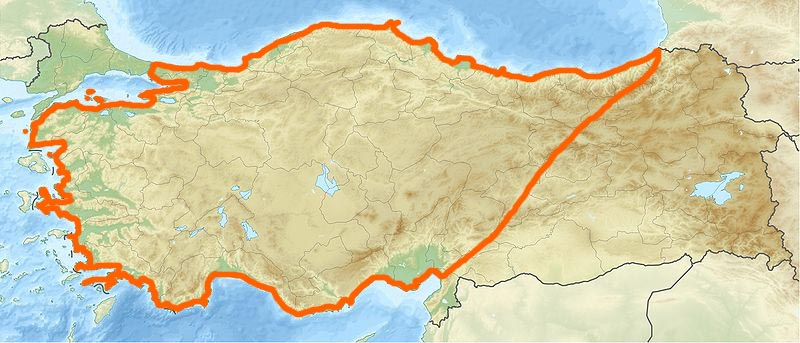
A definição tradicional da Anatólia na Turquia moderna.

A península da Anatólia, também chamada de Ásia Menor, é banhada pelo mar Negro ao norte, o mar Mediterrâneo ao sul, o mar Egeu, a oeste, e o mar de Mármara a noroeste, que separa a Anatólia da Trácia na Europa.
Tradicionalmente, Anatólia é considerada a se estender ao leste de uma linha por tempo indeterminado correndo a partir do golfo de İskenderun ao mar Negro, coincidente com o Planalto de Anatólia. Esta definição geográfica tradicional é utilizada, por exemplo, na edição mais recente do Merriam-Webster's Geographical Dictionary, bem como a comunidade arqueológica. Sob esta definição, Anatólia é delimitada a leste pelo planalto Armênio, e o rio Eufrates, antes das curvas do rio a sudeste entrando na Mesopotâmia. A sudeste, é delimitada pelas faixas que separam o vale do Orontes, na Síria (região) e a planície da Mesopotâmia.
No entanto, após o estabelecimento da República da Turquia, Anatólia foi definida pelo governo turco sendo efetivamente co-término com a Turquia asiática. O Primeiro Congresso Geográfico da Turquia, em 1941, criou duas regiões a leste do golfo de İskenderun na linha do mar Negro nomeando a Região da Anatólia Oriental e na Região do Sudeste da Anatólia, a primeira em grande parte correspondente à parte ocidental do planalto Armênio, este último para a parte norte da planície da Mesopotâmia. Esta definição mais ampla de Anatólia ganhou aceitação generalizada fora da Turquia e já, por exemplo, foi adotada pela Encyclopædia Britannica e outras publicações de referência enciclopédicas em geral.

## Etimologia
A mais antiga referência conhecida a Anatólia – como "Terra do Hitita" – foi encontrada em tabletes cuneiformes da Mesopotâmia a partir do período do Império Acádio (2 350−2 150 a.C.). O primeiro nome que os gregos usavam para a península da Anatólia foi Ἀσία (Ásia), presumivelmente após o nome da liga de Assua na Anatólia Ocidental. Como o nome da Ásia passou a ser estendido a outras áreas do leste do Mediterrâneo, o nome para a Anatólia foi especificado como Μικρὰ Ἀσία (Mikrá Asía) ou Asia Minor, que significa "Ásia Menor", na Antiguidade Tardia.

## Geografia

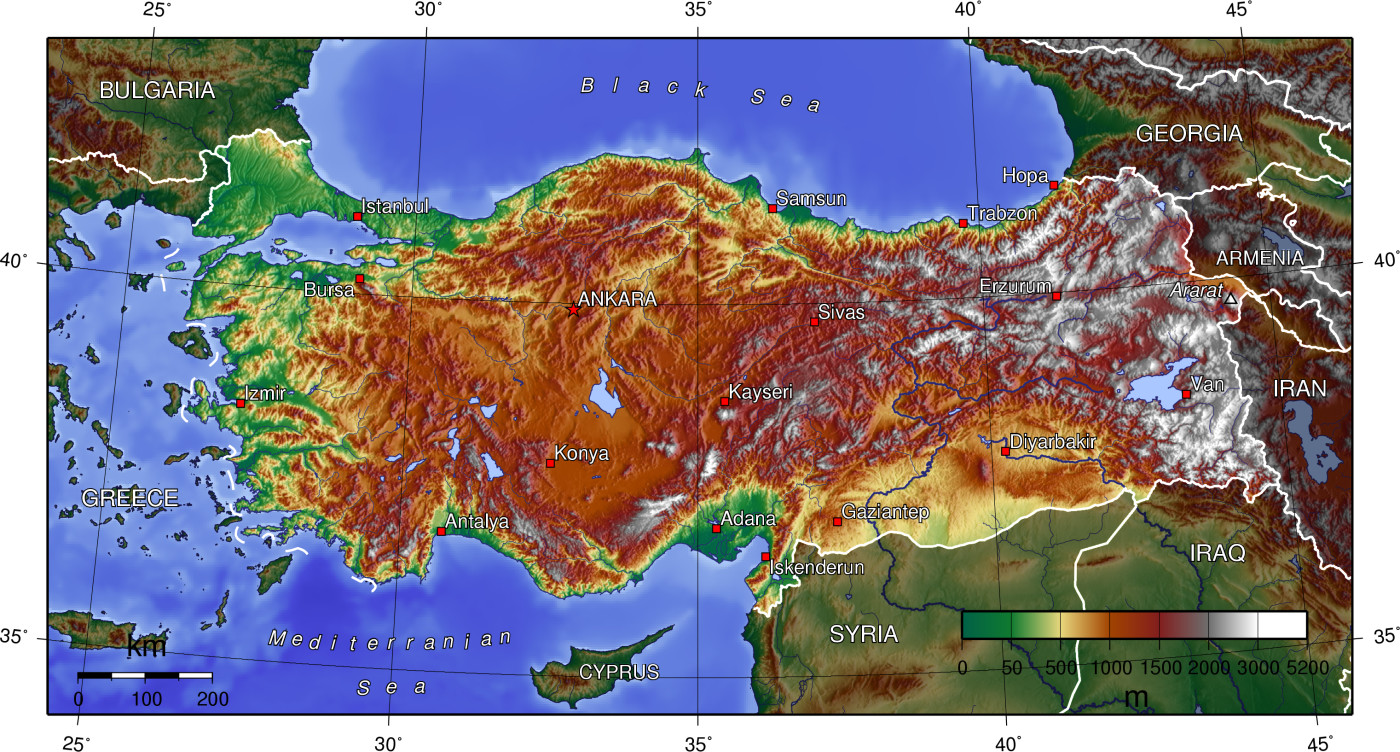
Mapa topográfico da Turquia

A península anatoliana está situada como ponte entre os continentes da Ásia e Europa. O planalto é  um planalto central grande e semiárido, que é coroado por colinas e montanhas que em muitos lugares limitam o acesso às férteis regiões costeiras densamente colonizadas.
A topografia da Anatólia é estruturalmente complexa. Um maciço central composto de blocos levantados e estreitos dobrados para baixo, cobertos por depósitos recentes e dando o aspecto de um planalto com topografia dura, é cunhado entre duas cordilheiras dobradas que convergem no leste. Verdadeira baixada é confinada para tiras costeiras um pouco apertadas junto às costas do mar Negro e do mar Mediterrâneo. Terra plana ou suavemente inclinada é rara e largamente confinada aos deltas do rio Hális, às planícies costeiras da Cilícia e aos pavimentos de vale.

## Ocupação humana

### Pré-História
A Anatólia tem sido ocupada por um longo período da existência humana, tendo recebido levas migratórias do sul e posteriormente do leste ainda durante a pré-história, como mostram os diversos sítios arqueológicos presentes na região.
Há cerca de dez mil anos, uma população humana de origem desconhecida se assentou em um sítio permanente, próximo da atual Çatal Hüyük. Este vilarejo de casas retangulares e empilhadas umas sobre as outras (aparentemente não havia ruas definidas, supõe-se que as pessoas se locomoviam por escadas sobre as próprias casas) disputa com outros poucos sítios, como Jericó, o título de cidade mais antiga do mundo.

### Heteus
Apesar de assentamentos humanos permanentes, nenhuma tribo da Anatólia formou uma civilização no sentido estrito do termo. Isso só viria a acontecer em meados do segundo milênio antes de Cristo, com a chegada dos heteus vindos provavelmente da Ásia Central. Fundaram sua capital em Hatusa e controlaram um império que, na sua extensão máxima, englobava toda a Anatólia, além da Síria e oeste da Mesopotâmia. Os Heteus, no entanto, parecem não ter tido grande penetração em Assua, isto é, a costa egeia da Anatólia. A Guerra de Troia, entre povos não-heteus, foi travada na cidade costeira de Troia, possivelmente no século XIII a.C., sem a interferência dos hititas. No século XII a.C., os hititas foram suplantados por imigrantes, chamados pelos egípcios de "povos do mar" (entre os quais, provavelmente, os frígios, que fundaram seu próprio reino no centro da península).

### Frígios
Tendo passado das costas balcânicas à Anatólia, este povo se estabeleceu no noroeste da península em fins do século XIV a.C. Ocupando o vácuo da decadência hitita, estabeleceram um reino, que mais tarde se expandiria do mar Egeu ao Urartu. A maior parte de seus soberanos geralmente se chamavam Górdio, Midas e Giges. A um destes reis chamados Górgias é que se atribui o nó górdio, que foi cortado por Alexandre, o Grande no século IV a.C. Foram destruídos pelos cimerianos no final do século IX a.C..

### Assírios e lídios
Boa parte da Anatólia passou a ser formalmente parte do Império Assírio. Entretanto, com seu enfraquecimento, as tribos da região se uniram em torno de um estado remanescente dos frígios, o Reino da Lídia. Ao mesmo tempo, os gregos estabeleceram colônias em toda a costa da Anatólia, fundando cidades como Trebizonda e Sinope na costa do mar Negro, Calcedônia à direita do Bósforo, Pérgamo, Éfeso, Mileto, Halicarnasso e Cnido na costa do mar Egeu e Antália e Tarso na Anatólia meridional. A Lídia manteve-se como o poder dominante da região, resistindo à expansão neobabilônica) e ao Império Medo até o fim do século VII a.C., quando o Império Aquemênida invadiu e conquistou este reino.

### Persas
Conquistado o Reino Lídio por Ciro II, os persas passaram então a controlar a Anatólia por dois séculos, até a invasão de Alexandre, o Grande, no século IV a.C.. A partir da costa, e com a ajuda da marinha fenícia, os persas realizaram diversas incursões ao continente europeu, sobretudo nos tempos de Dario I, que conquistou a Trácia, e de Xerxes I, que foi vencido pelos gregos.

### Macedônios
Os persas foram definitivamente vencidos por Alexandre, o Grande e seus aliados gregos, que lhes arrebataram todo o império, da Anatólia ao rio Indo. O breve império de Alexandre se fragmentou após a sua morte; e em consequência da Batalha de Ipso (301 a.C.), foi finalmente dividido entre Ptolomeu, Cassandro, Seleuco e Lisímaco, generais veteranos de Alexandre. A Anatólia coube a Lisímaco, que, duas décadas depois, foi morto em batalha por Seleuco, o herdeiro da Síria, da Mesopotâmia e do Irã e fundador do Império Selêucida. Este, por sua vez perdeu o controle da Anatólia após a invasão dos celtas.

### Anatólia helenística
Sem bases políticas seguras, e sobretudo por causa das invasões dos gálatas, o domínio da dinastia Selêucida na Anatólia sucumbiu à anarquia, e a região foi desmembrada em vários reinos helenísticos, como por exemplo o dos gálatas, o de Pérgamo, o da Cária, o da Lícia, o da Pisídia, o da Bitínia e o do Ponto, embora os gregos se tornassem o componente étnico e cultural dominante em todos esses reinos e com dezenas de cidades prósperas na região central da península.  A unidade política viria com o Império Romano.

### Roma
O domínio romano na Anatólia teve seu início quando o Reino de Pérgamo passou ao controle de Roma em 133 a.C.. Desde então, os demais reinos da Anatólia foram sendo conquistados por Roma, que passou a usar a península como base para as contínuas (e frequentemente inconclusivas) campanhas contra o Império Parta, estado sucessor da Pérsia.
A extensão do Império Romano e a decadência de suas províncias ocidentais, constantemente atacadas por bárbaros vindos da Alemanha fez com que a sua capital fosse movida, no início do século IV, para a cidade grega de Bizâncio, à esquerda do Bósforo, e posteriormente conhecida como Constantinopla.

### O Império do Oriente
O Império Romano também viria a se dividir em duas unidades políticas distintas após a morte do imperador Teodósio I em 395 d.C., cabendo a Anatólia (juntamente com os Bálcãs, a Síria, a Palestina, o Egito e a Cirenaica) ao Império do Oriente.
A renovada cidade de Constantinopla, mesmo localizando-se no lado europeu do estreito do Bósforo, valorizou a Anatólia pelo fato de se tornar a porta de entrada da Europa para os mercadores asiáticos. A Anatólia, então maciçamente de cultura grega, tornara-se uma das rotas terrestres favoritas, principalmente para comerciantes europeus cristãos, além de possuir vários portos importantes ao longo da costa do mar Negro.
Durante a Idade Média, o Império Bizantino manteve a Anatólia segura contra invasões, primeiro combatendo os sassânidas, dinastia iraniana sucessora dos Partas, depois mantendo, com sucesso, os Árabes para além do Tauro. Mas por volta do ano 1000, os povos turcos, vindos da Ásia central, iniciaram contínuos ataques às fronteiras de Bizâncio, abalando seu controle sobre a Anatólia. Ainda assim, foi graças ao controle de Constantinopla sobre a península que a Primeira Cruzada pôde ser realizada por terra.

### Turcos
Este ramo dos turcos oguzes que veio a ser conhecido como seljúcidas, de origem uralo-altaica e proveniente das estepes ao noroeste da China, estabeleceu-se inicialmente na região do mar de Aral, depois em terras iranianas, daí partindo em direção à Anatólia. Os seljúcidas ocuparam a Anatólia pela primeira vez em 1071, após derrotarem o imperador bizantino Romano IV Diógenes na Armênia, em Manzicerta. A partir daí, ocuparam e mantiveram o domínio da Anatólia, a despeito de temporárias reconquistas bizantinas e cruzadas e das invasões mongólicas aos países ao seu redor.
Em 1299, o turco Osmã I, um veterano de guerra a quem o sultão dos seljúcidas legou um território ao redor de Sogut (noroeste da Anatólia), conquistou certa independência para seu senhorio, surgindo aí o embrião do Império Osmanli ou Otomano. Seu filho Bajazeto I capturou Bursa e derrotou o exército de Andrónico III Paleólogo em Pelecano, perto de Nicomédia, (atual İzmit), o que lhe possibilitou conquistar as últimas praças asiáticas do Império Bizantino. A partir da conquista da península de Galípoli por Salomão Paxá em 1354-56, os turcos Otomanos começaram a penetrar na Europa, conquistando Adrianópolis (atual Edirne) em 1363. No ano 1397, já haviam atingido o Baixo Danúbio e as fronteiras húngaras.
O poderio otomano se expandiria também a leste, conquistando a aliança das tribos seljúcidas remanescentes na Anatólia e unificando os turcos sob o Sultanato Otomano. O revés sofrido pelo ataque de Tamerlão à Anatólia em 1402 ("interregno otomano") não sustaria o avanço do Império Otomano que, contudo, ainda coexistiria na península até 1462, com os cristãos do Império de Trebizonda, que ocupava o território do antigo Ponto.
A presença turco-muçulmana na Anatólia e nos Bálcãs, e o agravamento da situação pela conquista de Constantinopla por Maomé II, o Conquistador, desencorajou o comércio das nações cristãs da Europa com a China e a Índia. Isto incentivou a tentativa de estabelecimento de uma rota alternativa ao redor da África, e até mesmo rotas desconhecidas, para o oeste, através do oceano Atlântico, para alcançar aquelas nações, fontes de especiarias. Estas experiências desencadeariam a Era dos Descobrimentos que culminou com a descoberta da América em 1492 e do Brasil em 1500.